# Philippe LaRoche
Philippe LaRoche (n. 12 decembrie 1966, Québec, provincia Québec, Canada) este un sportiv ce a reprezentat Canada, medaliat olimpic. A participat la o ediție a Jocurilor Olimpice (1994) în care a câștigat o medalie de argint.

## Participări
Lista de mai jos prezintă principalele competiții la care a participat Philippe LaRoche de-a lungul carierei.
- freestyle skiing at the 1994 Winter Olympics – men's aerials[*]